# Zhang Zhiqing
Zhang Zhiqing (forenklet kinesisk: 张枝青; traditionel kinesisk: 張枝青; pinyin: Zhāng Zhīqīng, født 14. oktober 1981 i Qingdao, Shandong) er en kvindelig kinesisk håndboldspillerspiller som deltog under Sommer-OL 2004.
I 2004 var hun med på de kinesiske håndboldlandshold som vandt en bronzemedalje. Hun spillede ikke i nogen af kampene men var reservespiller.